# 자발알가르비주

자발알가르비주

자발알가르비주(아랍어: الجبل الغربي)는 리비아 북서부에 위치한 주로, 주도는 가리안이며 인구는 304,159명(2006년 기준)이다. 주 이름은 아랍어로 "서쪽 산"을 뜻한다. 북쪽으로는 타라불루스주와 지파라주, 자위야주, 북동쪽으로는 무르쿠브주, 동쪽으로는 미스라타주와 인접해 있으며 남동쪽으로는 주프라주, 남쪽으로는 와디알샤티주, 서쪽으로는 날루트주, 북서쪽으로는 누카트알함스주와 인접해 있다.